# Намибија на Светском првенству у атлетици на отвореном 2013.
Намибија је учествовала на Светском првенству у атлетици на отвореном 2013. одржаном у Москви од 10. до 18. августа дванаести пут. Репрезентацију Намибије представљала су шест учесника (1 мушкарац и 5 жена) који су се такмичили у три тркачке дисциплине.
На овом првенству Намибија није освојила ниједну медаљу, али је постигнут један лични рекорд сезоне.

## Учесници
| Мушкарци: - Hitjivirue Kaanjuka — 200 м | Жене: - Tjipekapora Herunga — 400 м - Alina Armas — Маратон - Беата Најгамбо — Маратон - Leena Ekandjo — Маратон - Helalia Johannes — Маратон |  |

## Резултати

### Мушкарци
| Атлетичар           | Дисциплина | Лични рекорд | Квалификације | Квалификације | Полуфинале           | Полуфинале           | Финале               | Финале       | Детаљи |
| Атлетичар           | Дисциплина | Лични рекорд | Резултат      | Место         | Резултат             | Место                | Резултат             | Место        | Детаљи |
| ------------------- | ---------- | ------------ | ------------- | ------------- | -------------------- | -------------------- | -------------------- | ------------ | ------ |
| Hitjivirue Kaanjuka | 200 м      | 20,69        | 21,33         | 7. у гр 1     | Није се квалификовао | Није се квалификовао | Није се квалификовао | 41 / 55 (56) |        |

### Жене
| Атлетичарка         | Дисциплина | Лични рекорд | Квалификације      | Квалификације      | Полуфинале | Полуфинале | Финале                | Финале       | Детаљи |
| Атлетичарка         | Дисциплина | Лични рекорд | Резултат           | Место              | Резултат   | Место      | Резултат              | Место        | Детаљи |
| ------------------- | ---------- | ------------ | ------------------ | ------------------ | ---------- | ---------- | --------------------- | ------------ | ------ |
| Tjipekapora Herunga | 400 м      | 51,24 НР     | 52,01 кв ЛРС       | 5. у гр. 4         | 52,28      | 7. у гр. 1 | Није се квалификовала | 19 / 35 (36) |        |
| Alina Armas         | Маратон    | 2:35:53      |                    |                    |            |            | 2:45:09               | 25 / 46 (72) |        |
| Беата Најгамбо      | Маратон    | 2:27:54      | Нису завршиле трку | Нису завршиле трку |            |            |                       |              |        |
| Leena Ekandjo       | Маратон    | 2:41:32      | Нису завршиле трку | Нису завршиле трку |            |            |                       |              |        |
| Helalia Johannes    | Маратон    | 2:26:09 НР   | Нису завршиле трку | Нису завршиле трку |            |            |                       |              |        |